# Jonathan Cissé
Jonathan Cissé (18 maggio 1997) è un calciatore ivoriano, difensore dell'Oțelul Galați.

## Carriera

### Club
Dal 2016 al 2019 ha militato nel Monaco 2, la squadra riserve del Monaco. Il 27 luglio 2019 si è trasferito in Israele all'Hapoel Hadera, club della prima divisione locale.

### Nazionale
Nel 2019, è stato convocato dalla nazionale ivoriana Under-23 per la Coppa delle nazioni africane di categoria, con la quale è rimasto in panchina per tutta la manifestazione.

## Statistiche

### Presenze e reti nei club
Statistiche aggiornate al 10 maggio 2021.
| Stagione             | Squadra              | Campionato           | Campionato | Campionato | Coppe nazionali | Coppe nazionali | Coppe nazionali | Coppe continentali | Coppe continentali | Coppe continentali | Altre coppe | Altre coppe | Altre coppe | Totale | Totale |
| Stagione             | Squadra              | Comp                 | Pres       | Reti       | Comp            | Pres            | Reti            | Comp               | Pres               | Reti               | Comp        | Pres        | Reti        | Pres   | Reti   |
| -------------------- | -------------------- | -------------------- | ---------- | ---------- | --------------- | --------------- | --------------- | ------------------ | ------------------ | ------------------ | ----------- | ----------- | ----------- | ------ | ------ |
| 2016-2017            | Monaco 2             | CFA                  | 15         | 2          | -               | -               | -               | -                  | -                  | -                  | -           | -           | -           | 15     | 2      |
| 2017-2018            | Monaco 2             | N2                   | 13         | 0          | -               | -               | -               | -                  | -                  | -                  | -           | -           | -           | 13     | 0      |
| 2018-2019            | Monaco 2             | N2                   | 17         | 0          | -               | -               | -               | -                  | -                  | -                  | -           | -           | -           | 17     | 0      |
| Totale Monaco 2      | Totale Monaco 2      | Totale Monaco 2      | 45         | 2          |                 | -               | -               |                    | -                  | -                  |             | -           | -           | 45     | 2      |
| 2019-2020            | Hapoel Hadera        | LH                   | 12         | 0          | CI+CdL          | 0+4             | 0+0             | -                  | -                  | -                  | -           | -           | -           | 16     | 0      |
| 2020-2021            | Hapoel Hadera        | LH                   | 31         | 2          | CI+CdL          | 0+2             | 0+0             | -                  | -                  | -                  | -           | -           | -           | 33     | 2      |
| Totale Hapoel Hadera | Totale Hapoel Hadera | Totale Hapoel Hadera | 43         | 2          |                 | 6               | 0               |                    | -                  | -                  |             | -           | -           | 49     | 2      |
| Totale carriera      | Totale carriera      | Totale carriera      | 88         | 4          |                 | 6               | 0               |                    | -                  | -                  |             | -           | -           | 94     | 4      |